# Little Elm
Little Elm é uma cidade  localizada no estado norte-americano do Texas, no Condado de Denton.

## Demografia
Segundo o censo norte-americano de 2000, a sua população era de 3646 habitantes.
Em 2006, foi estimada uma população de 21.287, um aumento de 17641 (483.8%).

## Geografia
De acordo com o United States Census Bureau tem uma área de
12,7 km², dos quais 12,6 km² cobertos por terra e 0,1 km² cobertos por água. Little Elm localiza-se a aproximadamente 193 m acima do nível do mar.

## Localidades na vizinhança
O diagrama seguinte representa as localidades num raio de 12 km ao redor de Little Elm.